# György Babolcsay
György Babolcsay (26 de diciembre de 1921 - 13 de julio de 1976)  fue un jugador y entrenador de fútbol húngaro.

## Carrera

### Carrera como jugador
Babolcsay jugó en el club local Budapest Honvéd FC, también conocido como Kispesti AC. También representó a la selección de Hungría y jugó un total de 4 partidos internacionales con el equipo entre 1950 y 1953.

### Carrera de entrenador
Babolcsay dirigió al Budapest Honvéd FC,  Békéscsaba 1912 Előre SE y al PAOK griego. 